# Most–Híd
Most-Híd (dannet af de slovakiske og ungarske ord for "bro") er et inter-etnisk politisk parti i Slovakiet. Dets program opfordrer til større samarbejde mellem landets ungarske mindretal og etniske slovakiske flertal. Det var med i koaliationsregeringerne fra 2016 til 2020, men mistede alle sine pladser i nationalrådet ved parlamentsvalget i 2020.
Partiet blev dannet i juni 2009 af udbrydere fra Magyar Koalíció Pártja (SMK-MKP, Ungarsk Koalitionsparti), som de beskyldte for at være for nationalistiske. Most–Híd søger at tilbyde et alternativ til etnisk politik ved at fremme interetnisk samarbejde. Anført af SMK-MKP's tidligere formand Béla Bugár hævdede partiet at have en vælgerskare, der er to tredjedele etnisk ungarsk og en tredjedel etnisk slovakisk. Partiet fusionerede med SMK-MKP og et mindre ungarsk mindretalsparti (Összefogás, "Enhed" i slutningen af 2021 for at danne Szövetség (Alliance).

## Historie
Partiet blev stiftet 30. juni 2009 af Béla Bugár, Gábor Gál, László A. Nagy (tidligere leder af MPP/MOS), Tibor Bastrnák og Zsolt Simon, som tidligere havde forladt SMK-MKP. Béla Bugár, som også havde været formand for sit tidligere parti i 10 år, blev valgt til formand. Det blev etableret som et inter-etnisk ungarsk-slovakisk alternativ til SMK-MKP. Dette mål blev cementeret ved at vælge Rudolf Chmel, en etnisk slovak, som en af partiets næstformænd.
Partiet søgte at repræsentere de etniske ungareres interesser, mens de arbejdede sammen med slovakkerne. Ifølge Peter Huncik var omkring 60 til 65 procent af medlemmerne ungarere, mens 35 til 40 procent var slovakker. Dette program og politiske ideologi manifesterede sig i, at partiet først deltog i centrum-højre Radičová-regeringen mellem 2010 og 2012, og også samarbejdede med centrum-venstre Fico-regeringen i mindretalsspørgsmål i den næste valgcyklus.
Ved valget i 2010 fik partiet 8,12 % af stemmerne og fjorten pladser i Nationalrådet. Dette inkluderede fire pladser til politikere fra Občianska konzervatívna strana (Borgerligt Konservativt Parti), der stillede op på partiets kandidatliste. Samtidig kom Most–Híds største rival, SMK-MKP, under spærregrænsen på 5 % og blev således ikke repræsenteret i parlamentet.
I 2010 deltog Most–Híd i firepartiregeringen under premierminister Iveta Radičová og søgte at fremme dets dagsorden, herunder om sprogrettigheder, statsborgerskab, landbrug og miljøpolitik. Regeringen viste sig imidlertid at være ustabil og kollapsede til sidst i oktober 2011, hvilket førte til et tidligt valg. Partiet fik 6,89 % af stemmerne ved valget i 2012 og vandt 13 mandater. Som i 2010 nåede SMK-MKP ikke spærregrænsen, hvilket efterlod Most-Híd som det eneste parlamentariske parti, der repræsenterede det ungarske mindretals interesser i Slovakiet.
Ved valget til Europa-Parlamentet i 2014 kom Most-Híd på en ottendeplads på nationalt plan med 5,83 % af stemmerne og 1 MEP.
Ved det slovakiske parlamentsvalg i 2016 fik Most-Híd 6,50 % af stemmerne og 11 mandater, og sluttede sig til Ficos tredje regering som koalitionspartner.
Ved det europæiske valg i 2019 faldt Most-Híds stemmeandel til 2,59 % bag deres rival SMK-MKP og mistede deres MEP. Et år senere ved parlamentsvalget i 2020 fik Most-Híd kun 2,05 % af stemmerne og mistede deres repræsentation i det slovakiske parlament.
I 2021 fusionerede Most-Híd med SMK-MKP og Összefogás for at danne Szövetség (Alliance). I 2023, et par måneder før valget, forlod de imidlertid det forenede parti igen på grund af en strid om at tillade det tidligere OĽaNO-parlamentsmedlem György Gyimesi på listen.